# Lagotto romagnolo

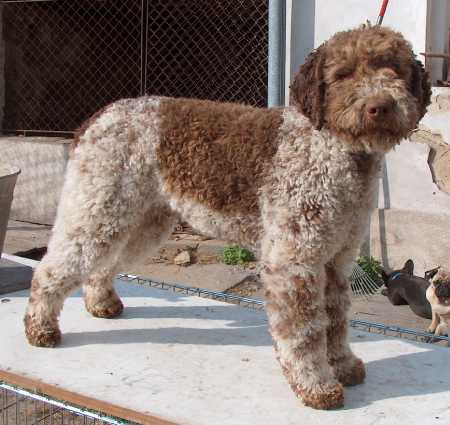
Lagotto romagnolo

Lagotto romagnolo – jedna z najstarszych znanych ras psów dowodnych i aportujących (od 1600 r.) zamieszkujących tereny bagien Comacchio i laguny wokół Rawenny. Jest jedyną rasą na świecie specjalizującą się w poszukiwaniu trufli.

## Pochodzenie nazwy
Nazwa tej rasy pochodzi od psa o pierwotnym przeznaczeniu do pracy łowieckiej w wodzie. W miejscowym dialekcie z miejsca pochodzenia psa lagot oznacza włochaty pies wodny lub kudłaty bagienny pies myśliwski o kręconych włosach.

## Rys historyczny
Po osuszeniu bagien zaczęto używać lagotto do poszukiwania trufli (druga połowa XIX w). Poszukiwacze trufli prowadzili hodowle tych psów tylko pod kątem największej wydajności w pracy i z biegiem czasu krzyżowali je z pointerami, pudlami, seterami, bretonami i wieloma innymi rasami. Pod koniec lat siedemdziesiątych bardzo zaangażowana grupa hodowców włoskich rozpoczęła pracę nad rekonstrukcją lagotto. W ciągu następnych dwudziestu lat psy mierzono, fotografowano, tatuowano i rejestrowano. Hodowcom doradzano i odnawiano linie hodowlane. W tych latach nastąpił zdecydowany rozwój rasy w kierunku jednego dokładnie zdefiniowanego typu. W 1991 roku rasa została wstępnie uznana przez FCI. Definitywne uznanie rasy nastąpiło 6 lipca 2005 roku, z dniem zarejestrowania jej jako Lagotto Romagnolo.

## Charakter i zachowanie
Lagotto jest wesołym psem, nastawionym na współpracę z człowiekiem, zazwyczaj posłuszny, inteligentny i miły. Jego naturalny talent do rewirowania i wybitny zmysł węchu sprzyjały wyspecjalizowaniu się w poszukiwaniu trufli. Lagotto poprzez swój wrażliwy nos doskonale nadaje się do pracy po śladzie, choć jego instynkt łowiecki na skutek decyzji hodowlanych został nieco osłabiony. Lagotto uwielbia pracować ze swoim przewodnikiem, ponieważ chce mu się przypodobać. Jest także doskonałym psem ratowniczym oraz psem towarzyszem, bez problemu daje się prowadzić. Nadaje się również na psa stróżującego. Lagotto jest stworzony do wszelkich psich sportów, z wyjątkiem służby obronnej. Jest uważny i czujny, uwielbia spacery i pływanie.

## Wygląd
Lagotto jest małym do średniej wielkości psem, ma dobre proporcje, a zarys ciała mieści się w kwadracie. Budowa ciała mocna o wyglądzie rustykalnym. Jego sierść jest gęsto lokowana, wełnista, z wierzchu w dotyku nieco szorstka. Na głowie loki są mniej sprężyste i tworzą jakby brwi, bokobrody i brodę.

### Szata i umaszczenie
Lagotto występuje w następujących kolorach:
- brudno-biały (bianco)
- brązowy (marrone)
- biało-brązowy (bianco-marrone)
- pomarańczowy (arancio)
- biało-pomarańczowy (bianco-arancio)
- posiwiały brązowy (roano-marrone)

## Rasa w Polsce
Pierwsze psy tej rasy pojawiły się w Polsce w 2005 roku za sprawą hodowli Górska Fantazja, należącej do Beaty Radomskiej. Były to psy Rosina delle Farnie oraz Mirto delle Farnie, pochodzące z Włoch.